# Österreichisch-Böhmisches Observantenvikariat

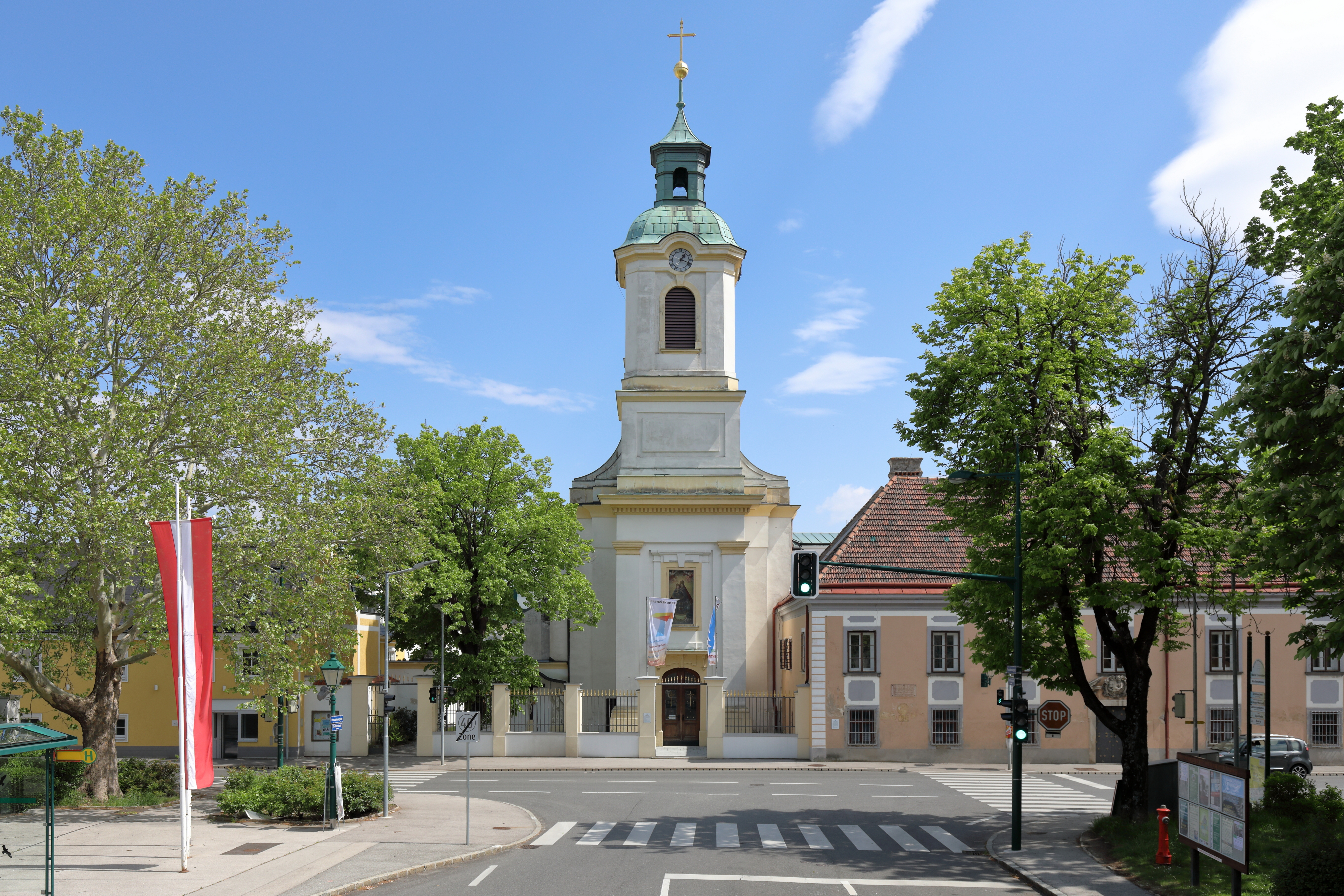
Franziskanerkloster Maria Enzersdorf, Österreich, 1451 gegr., barocker Neubau von 1727/29.

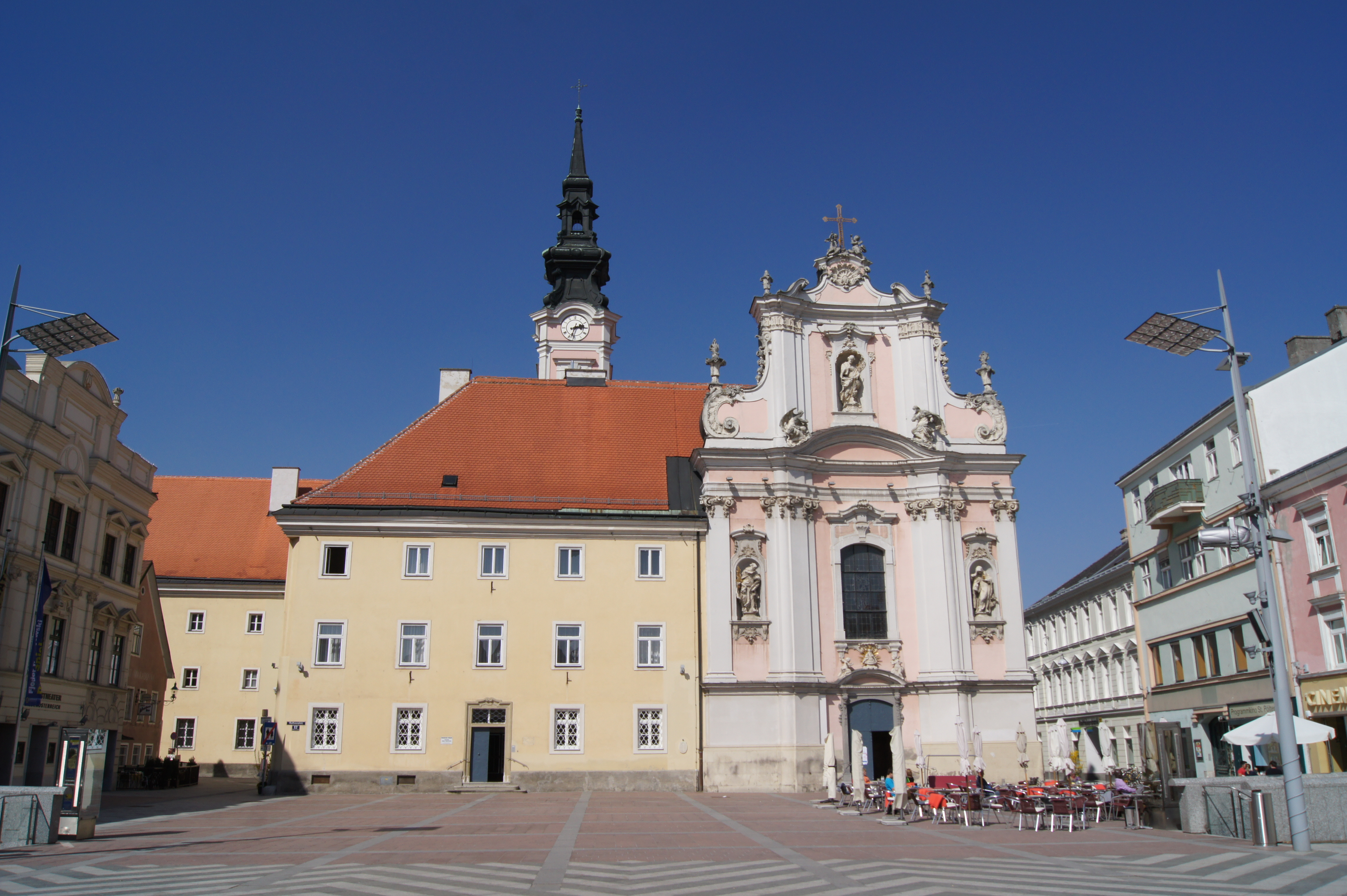
Franziskanerkloster St. Pölten, Österreich, gegr. 1455, barocker Neubau von 1757 bis 1768.

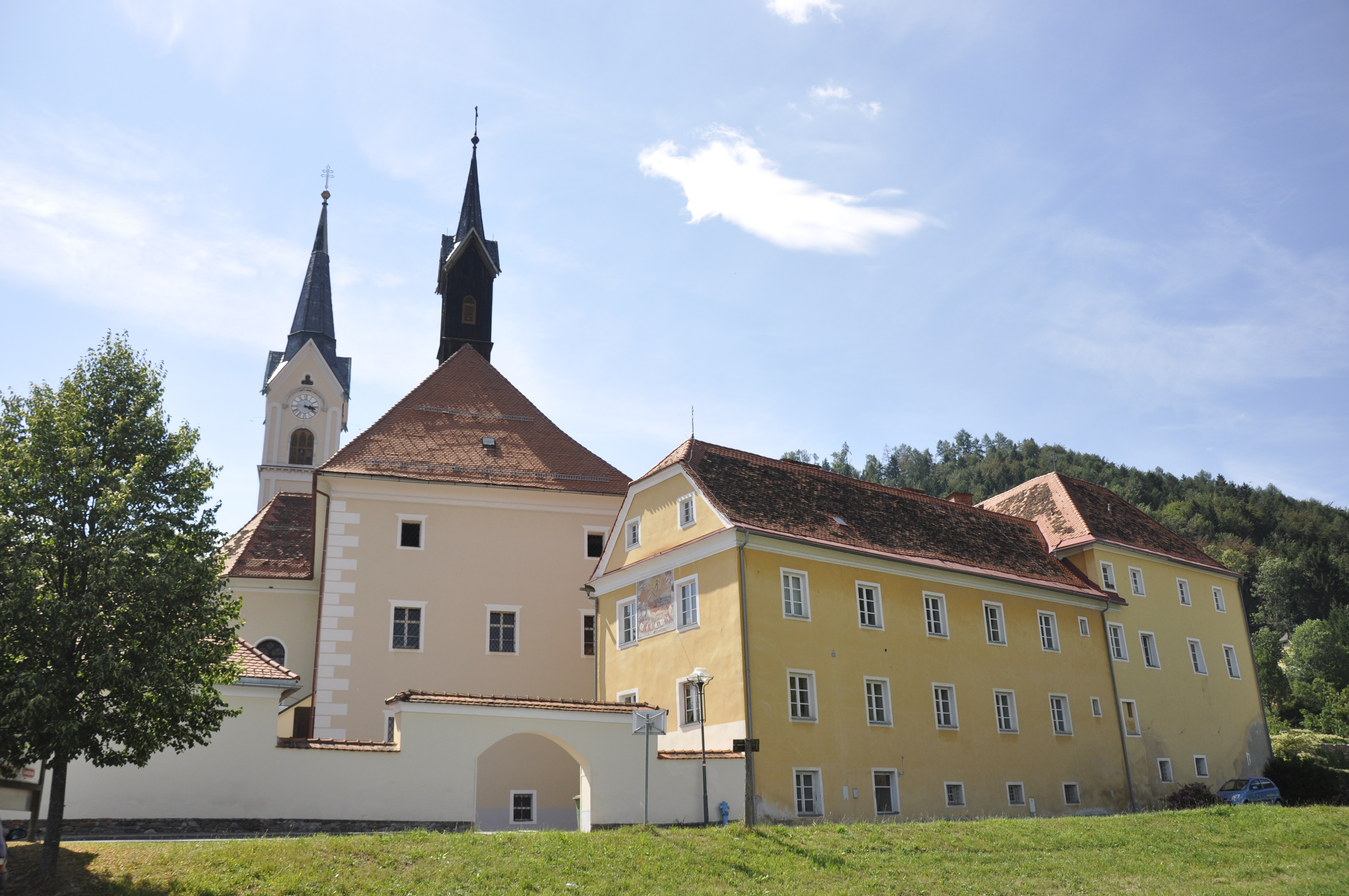
Franziskanerkloster Maria Lankowitz, Österreich, gegr. 1455, barocker Neubau von 1656/65.

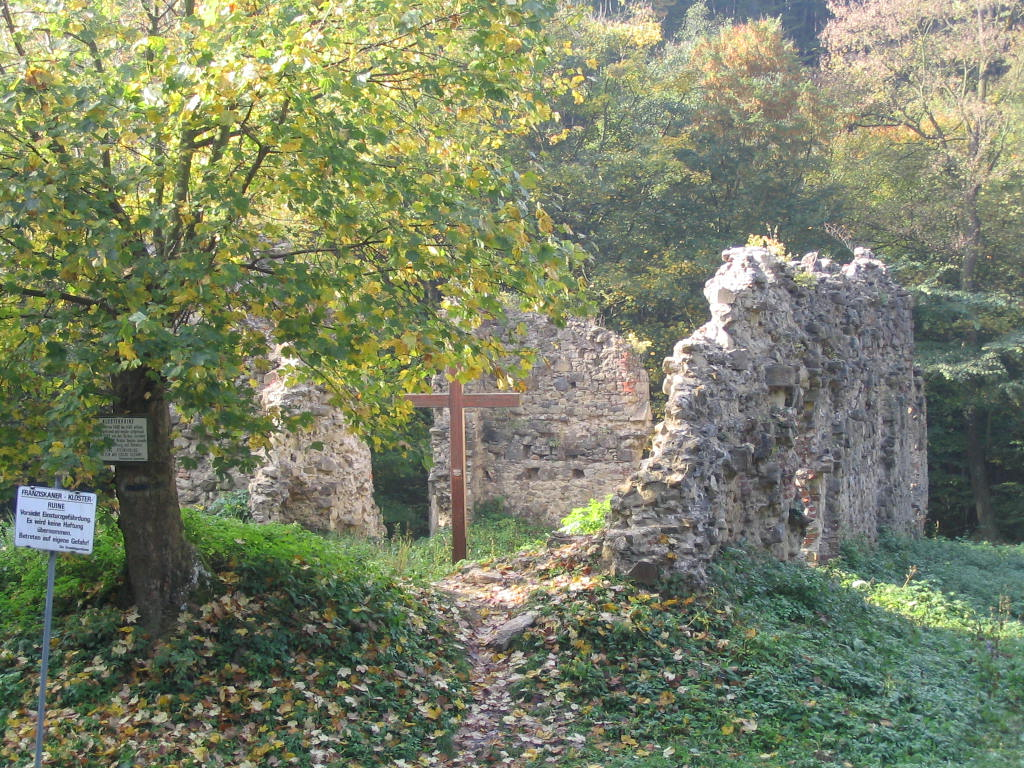
Ehemaliges Franziskanerkloster Paradies, Österreich, 1455 gegr., 1529 von den Türken zerstört und nicht wieder aufgebaut.

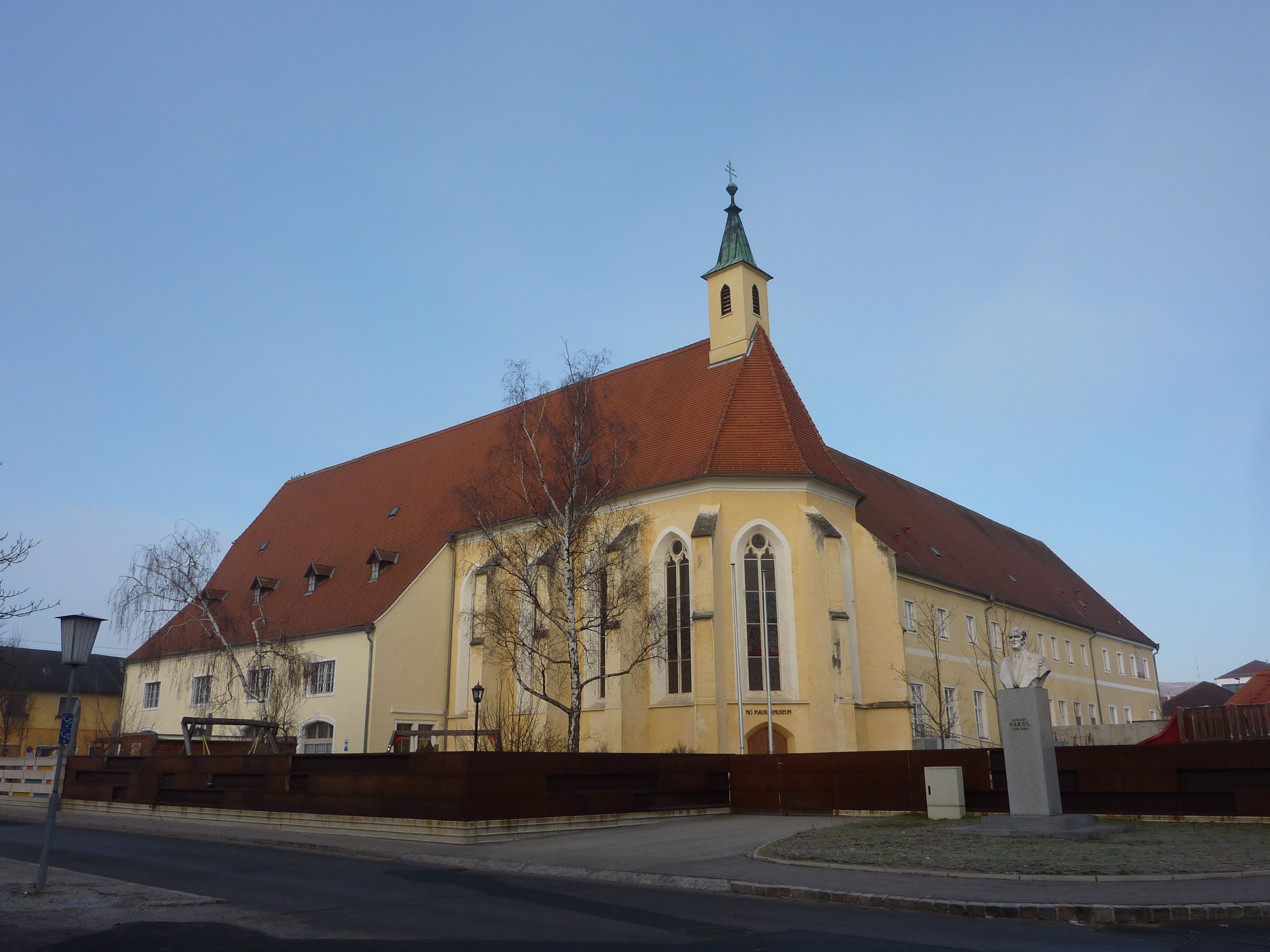
Ehemaliges Franziskanerkloster Langenlois, Österreich, gegr. 1455, barockzeitliche Umbauten.

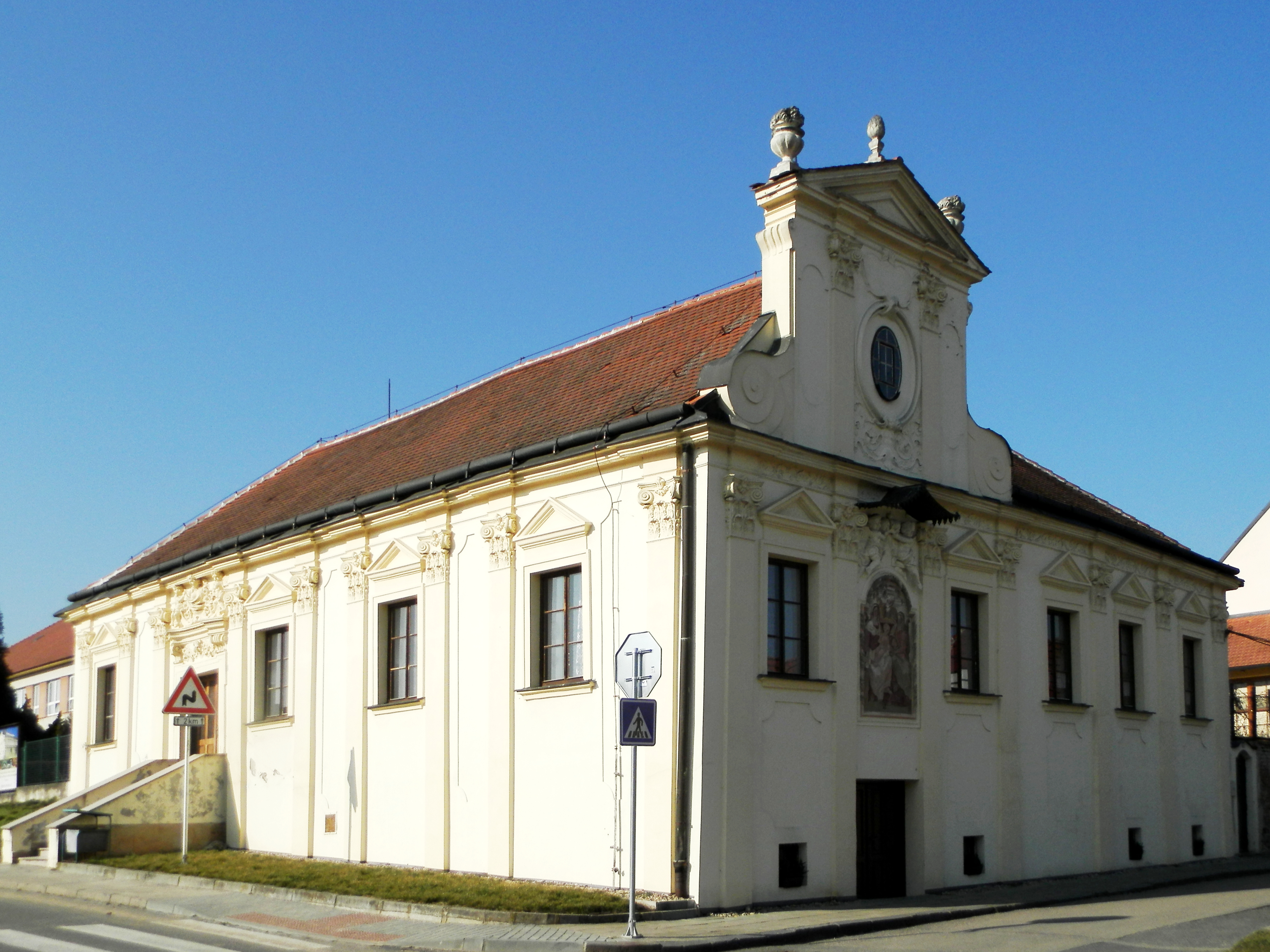
Ehemaliges Franziskaner Feldsberg, heute Valtice, Tschechien, gegr. 1455, barocker Neubau.

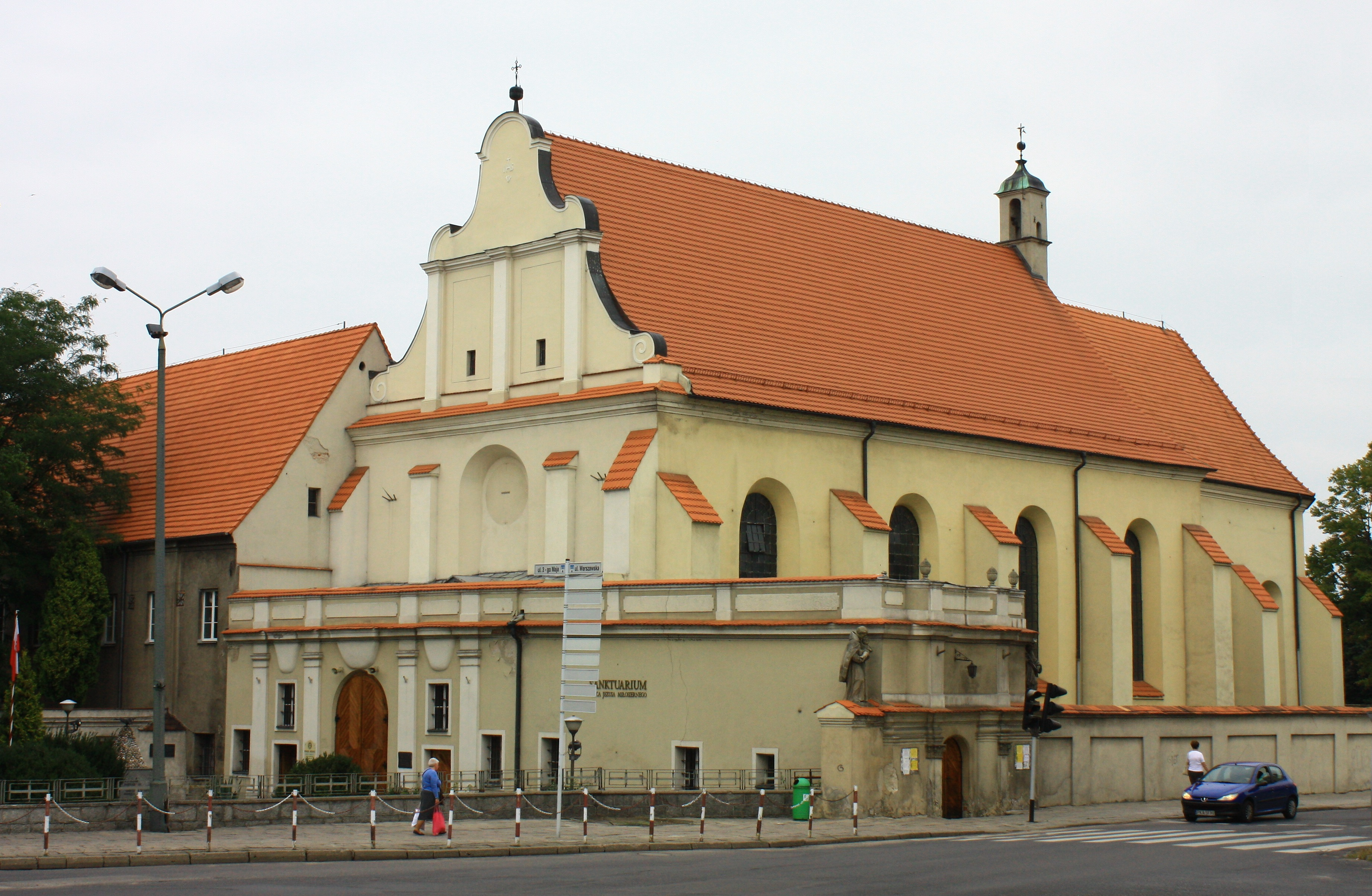
Ehemaliges Franziskanerkloster Kalisz, Polen, gegr. 1465, barockzeitlich umgestaltet.

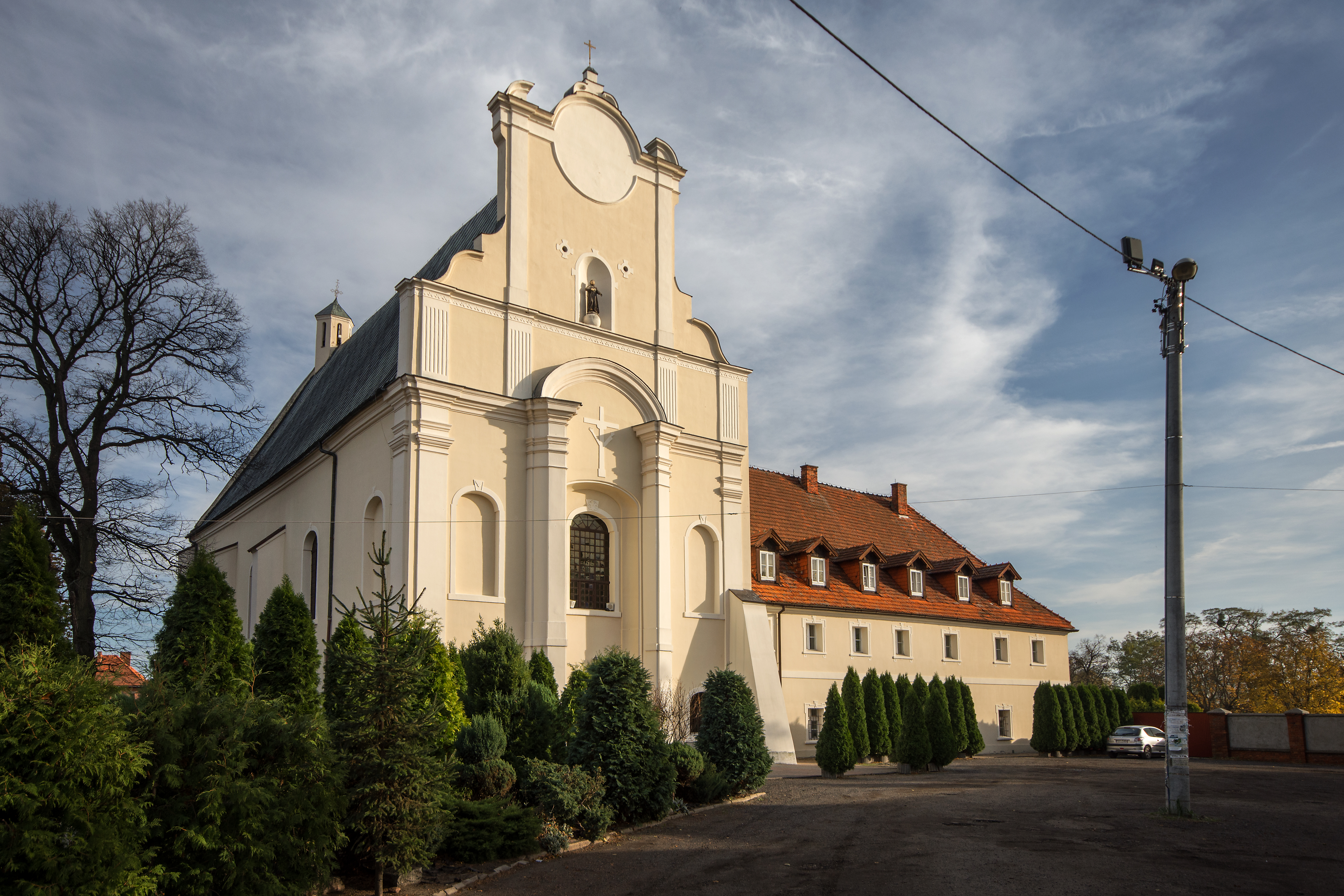
Ehemaliges Franziskanerkloster Kobylin, Polen, gegr. 1456, barocker Umbau.

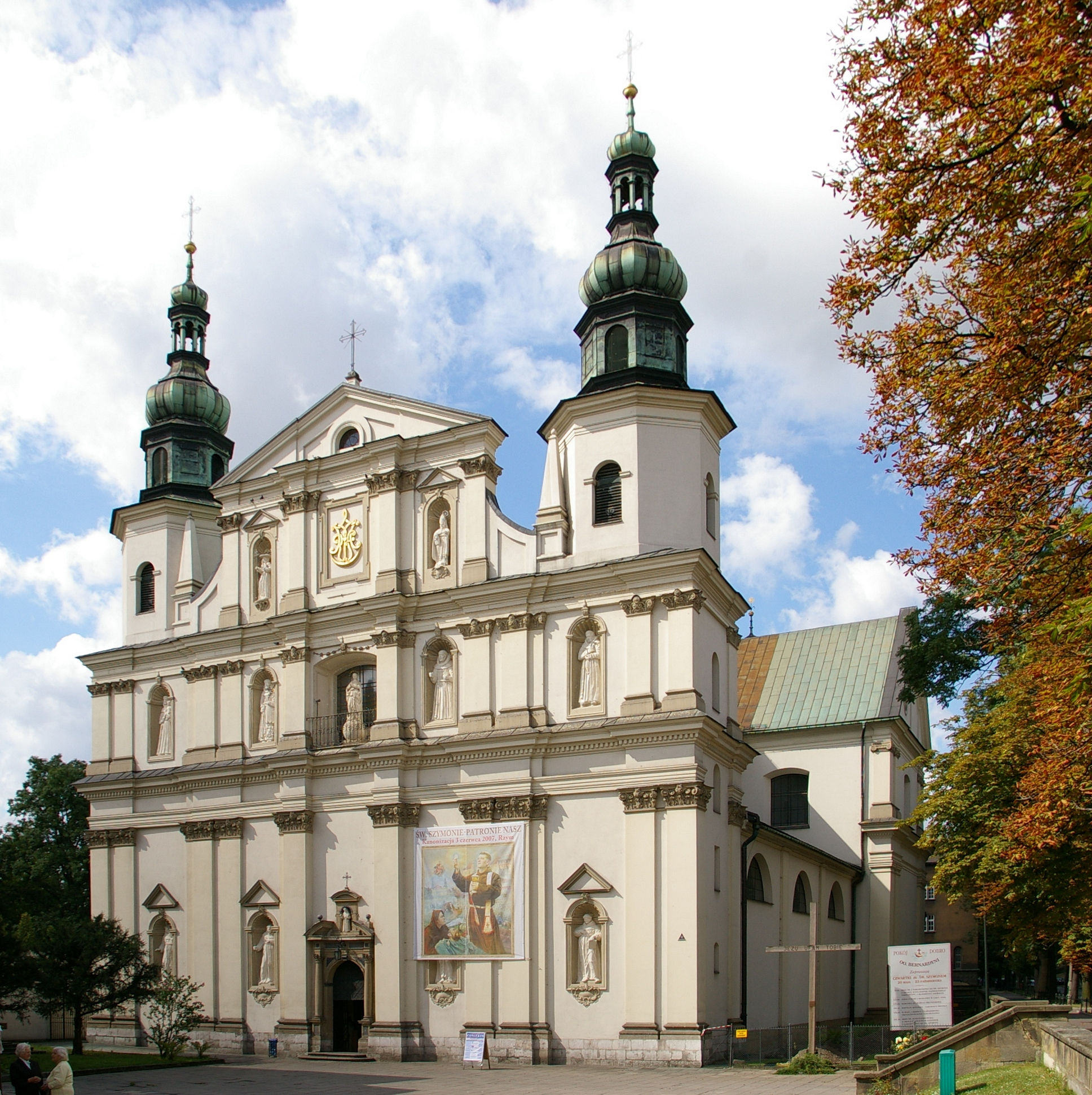
Bernhardinerkloster Krakau, Polen, gegr. 1453, barocker Neubau.

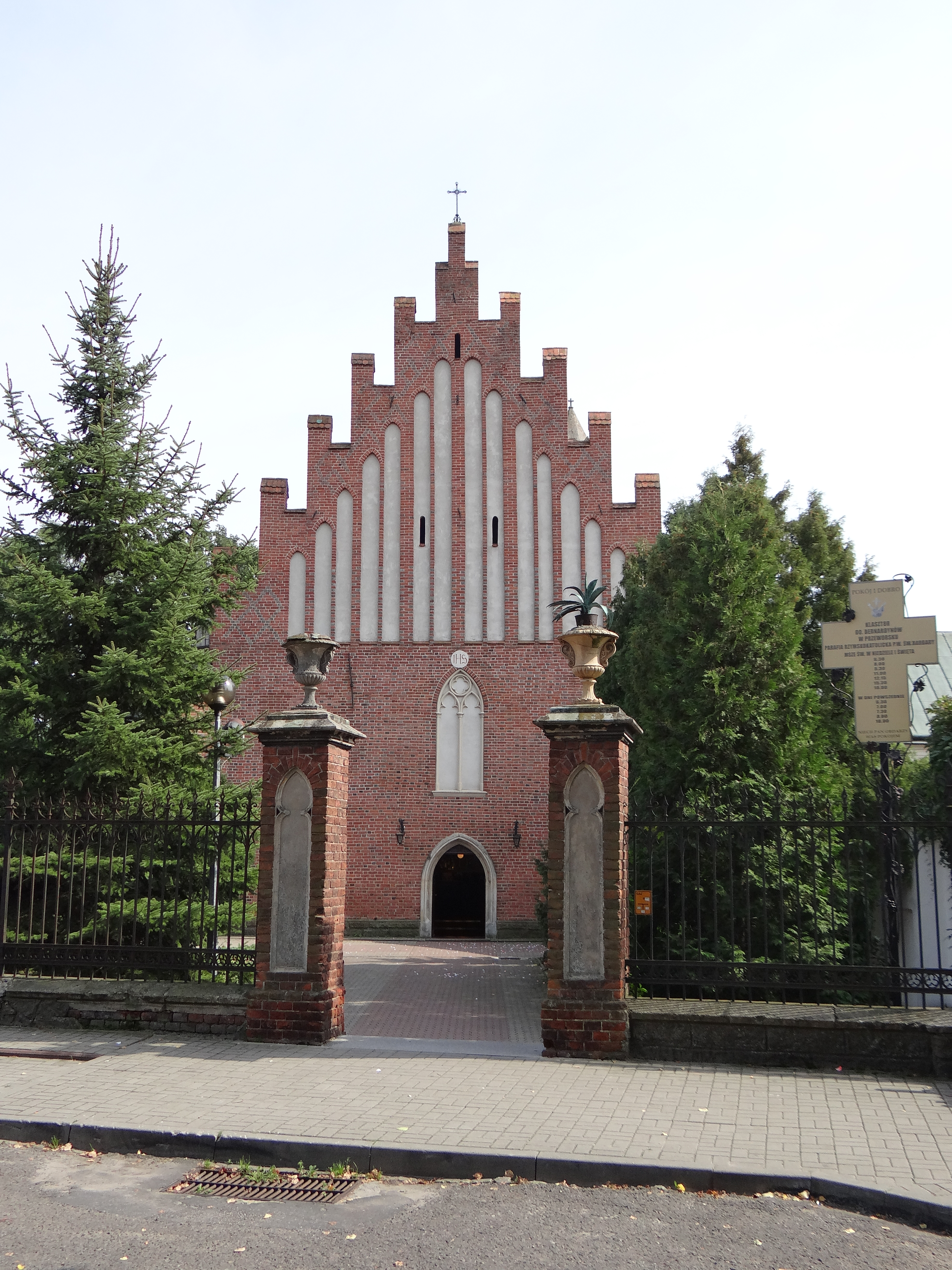
Bernhardinerkloster Przeworsk, gegr. 1465, neuzeitlicher Bau.

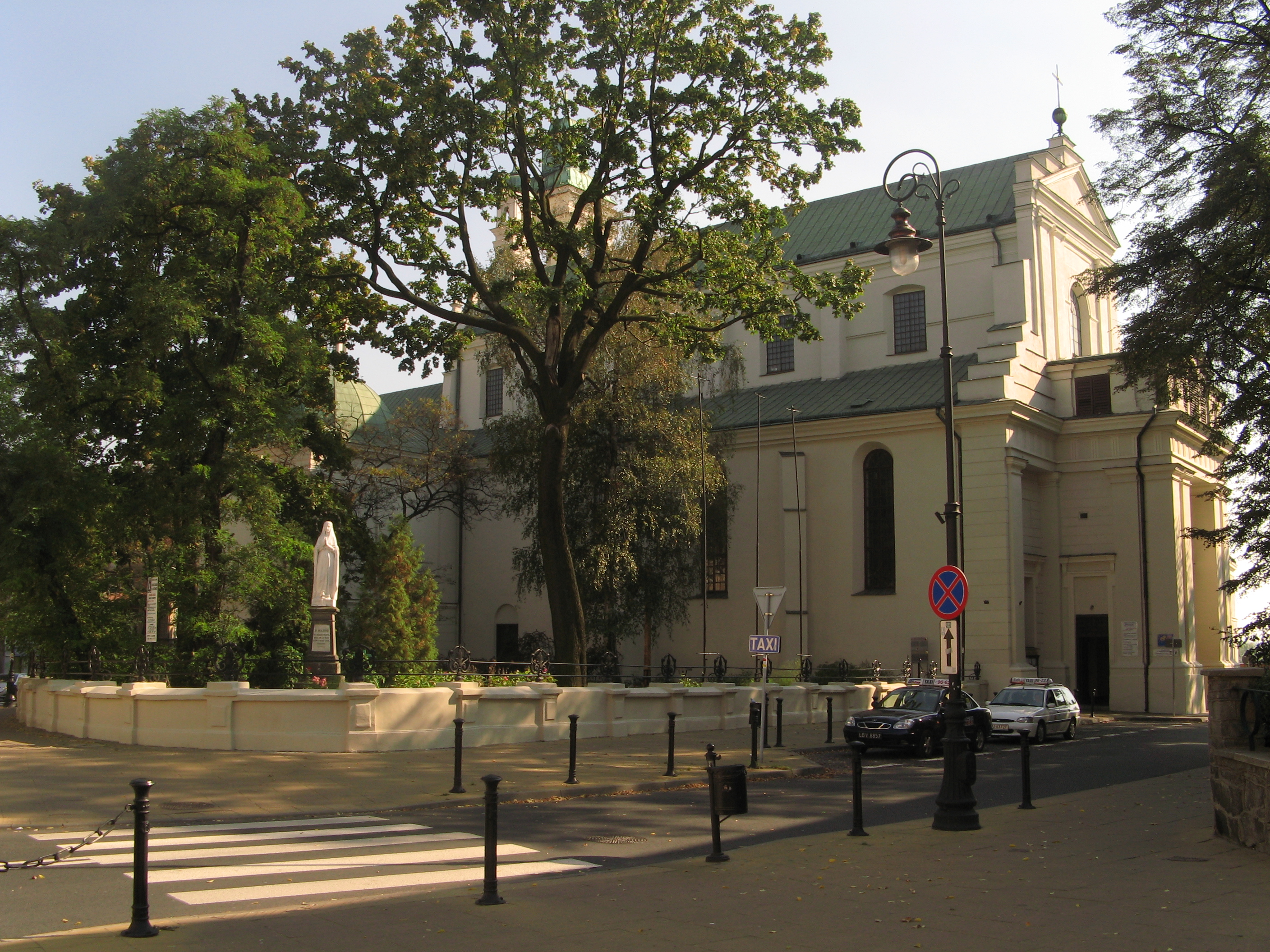
Bernhardinerkloster Lublin, Polen, starke barockzeitliche Umgestaltung.

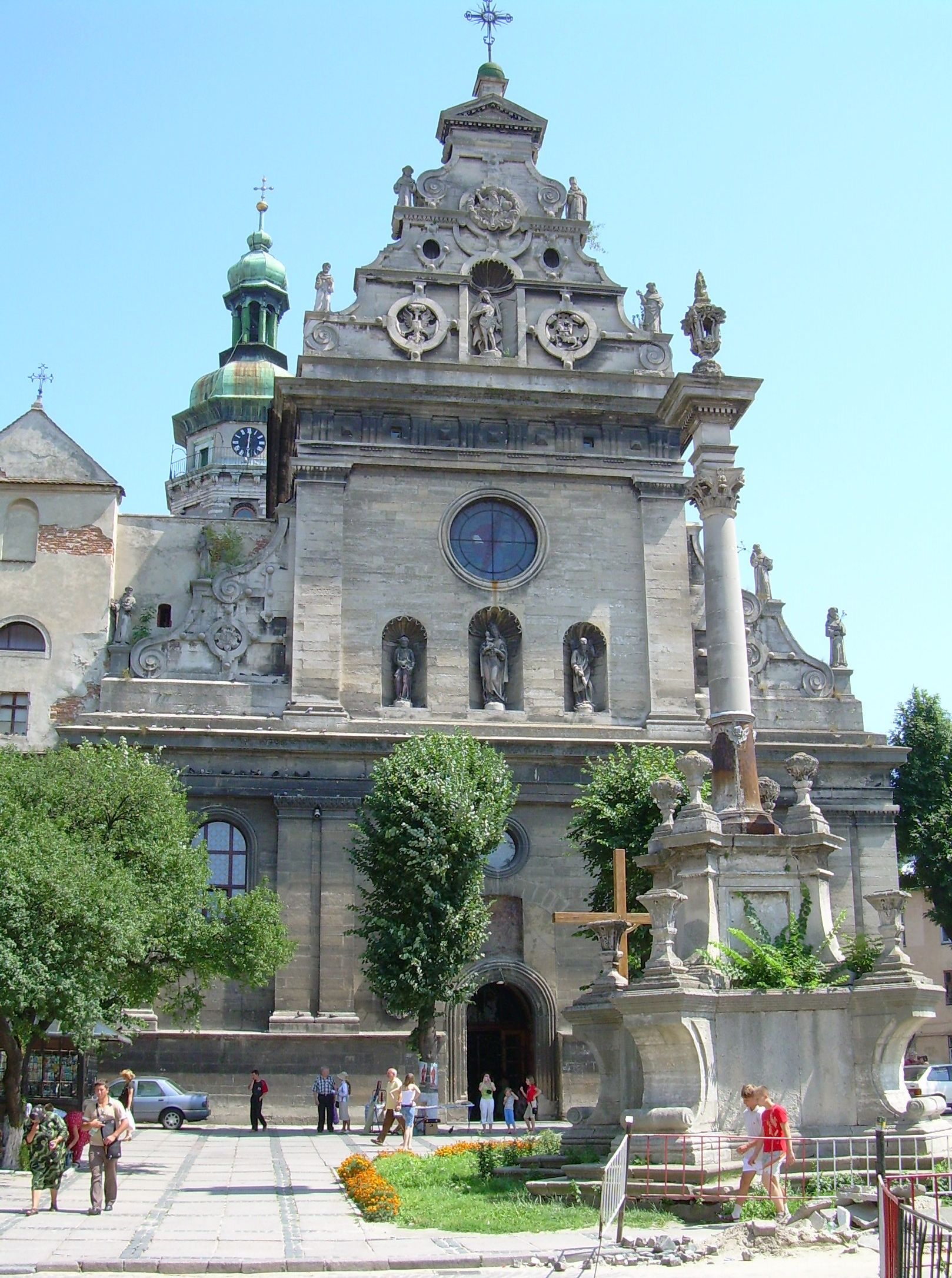
Ehemaliger Klosterkirche des Franziskanerklosters Lemberg, heute Lwiw, Ukraine, gegr. 1460, barocker Neubau, heute Basilianer-Kloster.

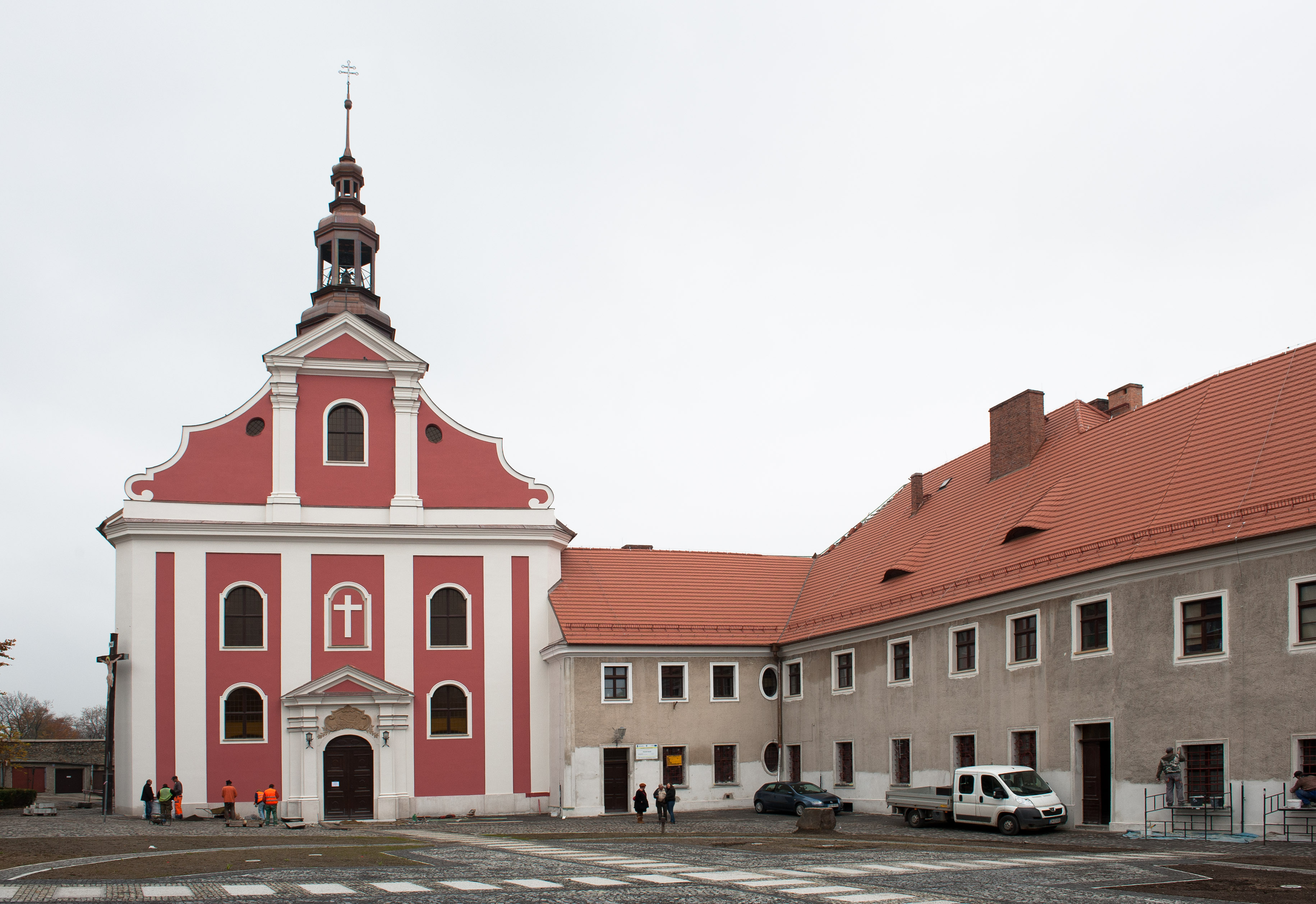
Franziskanerkloster Leobschütz, heute Głubczyce, Polen, gegr. 1448, 1453 zum Vikariat, Gebäude: barocker Neubau von 1753/70.

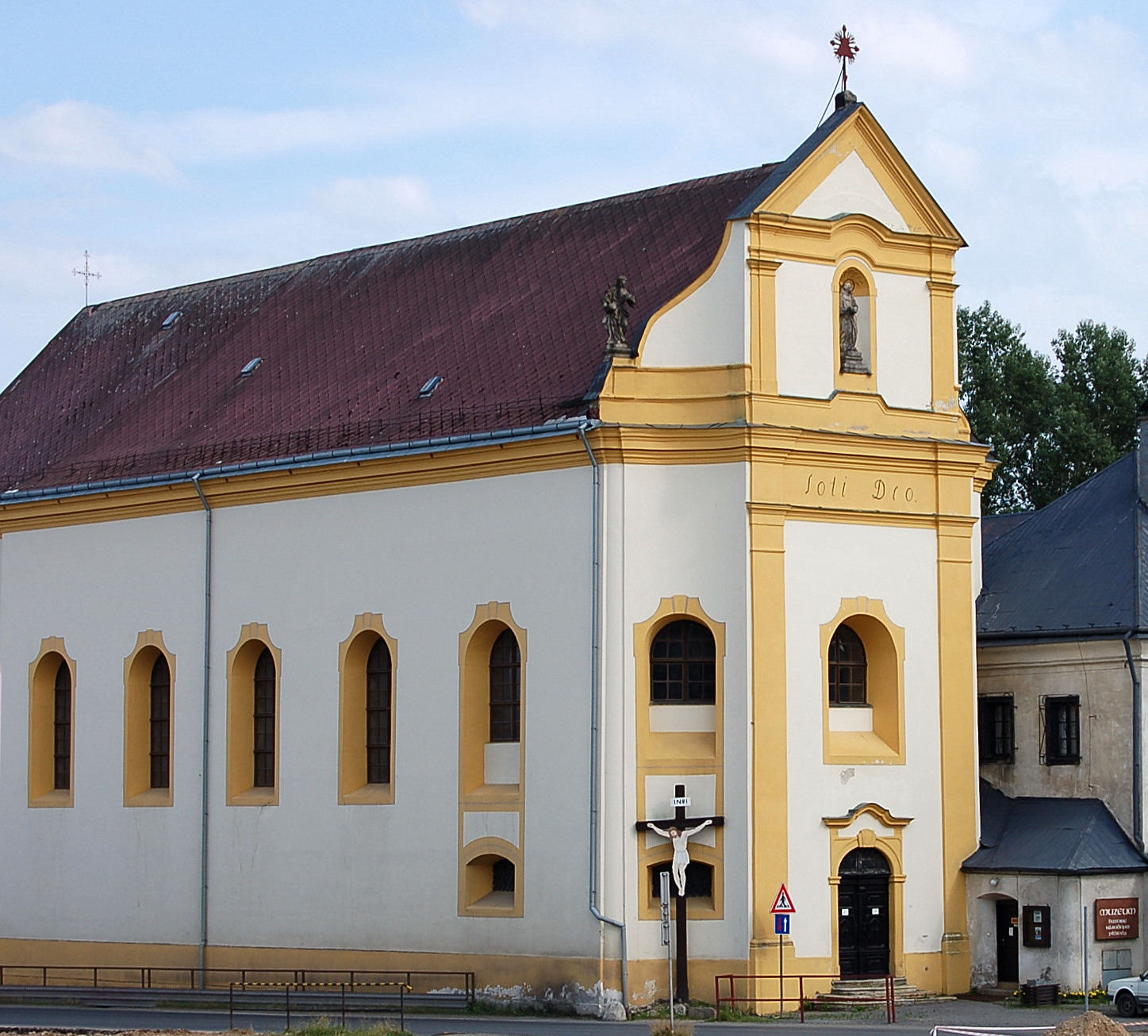
Franziskanerkloster Tachau, Tachov, Tschechien, gegr. 1465, Neubau von 1748.

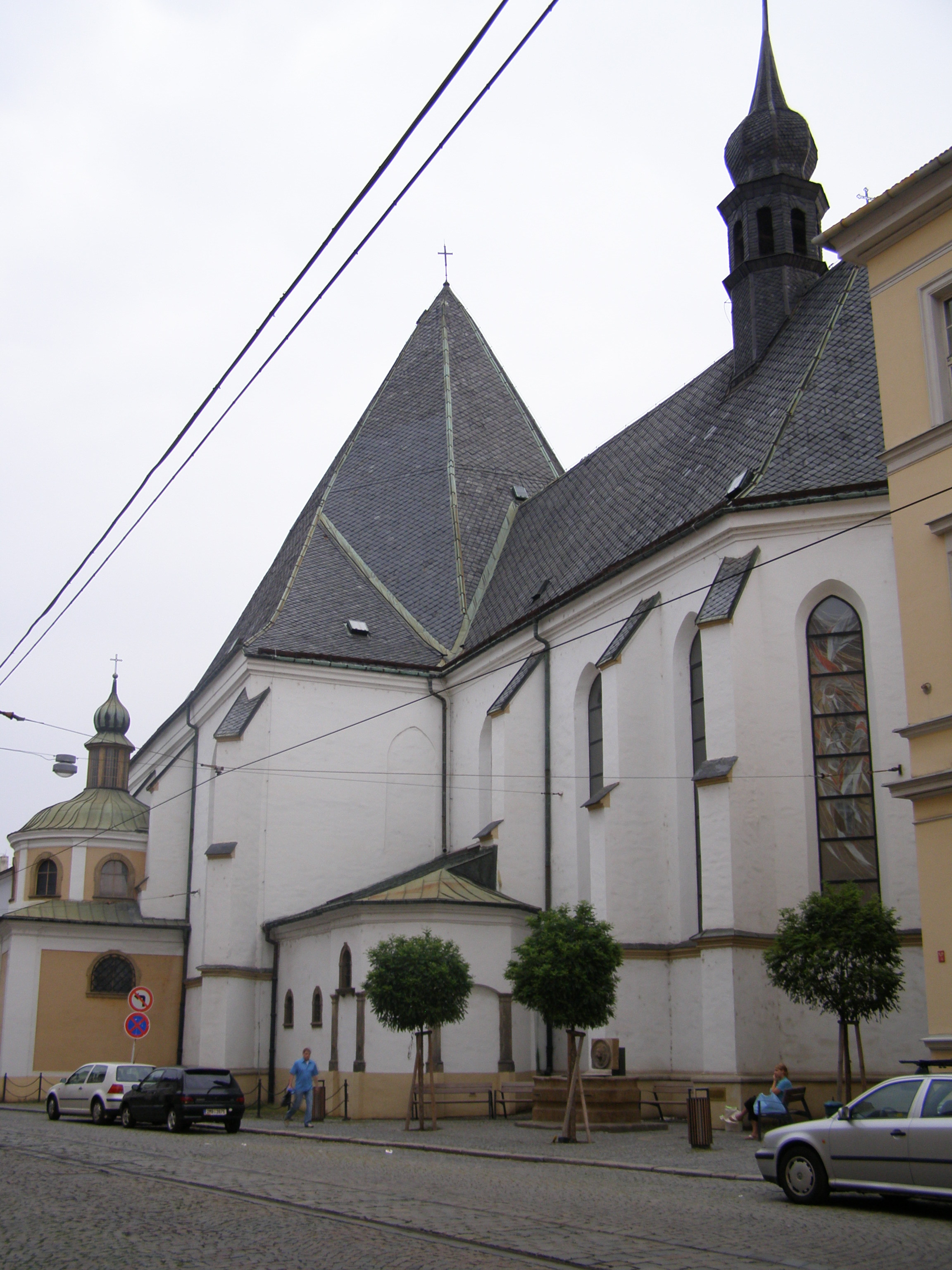
Ehemaliges Franziskanerkloster Olmütz, Olomouc, Tschechien, gegr. 1453.

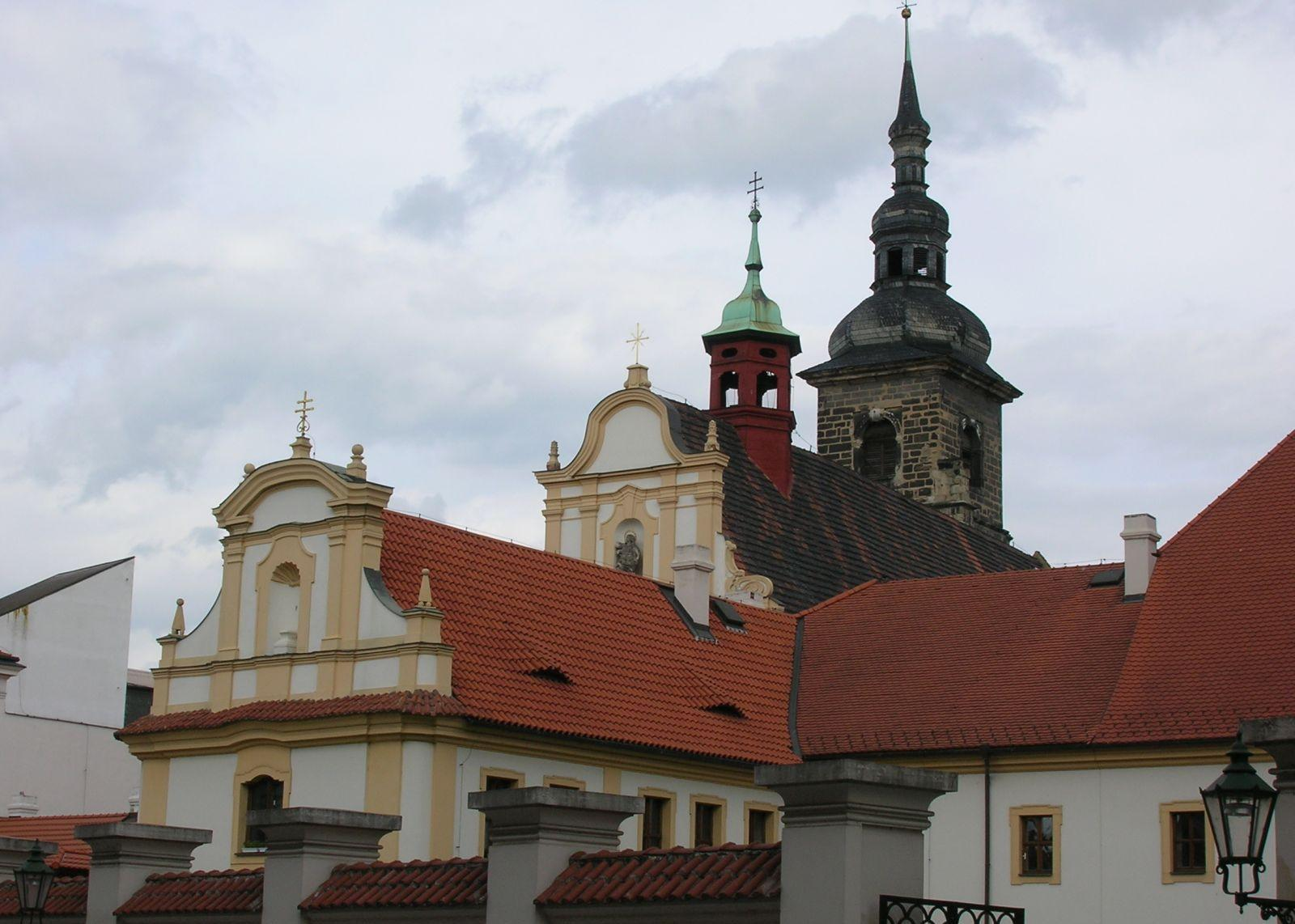
Ehemaliges Franziskanerkloster Pilsen, Plzeň, Tschechien, gegr. 1459/60.

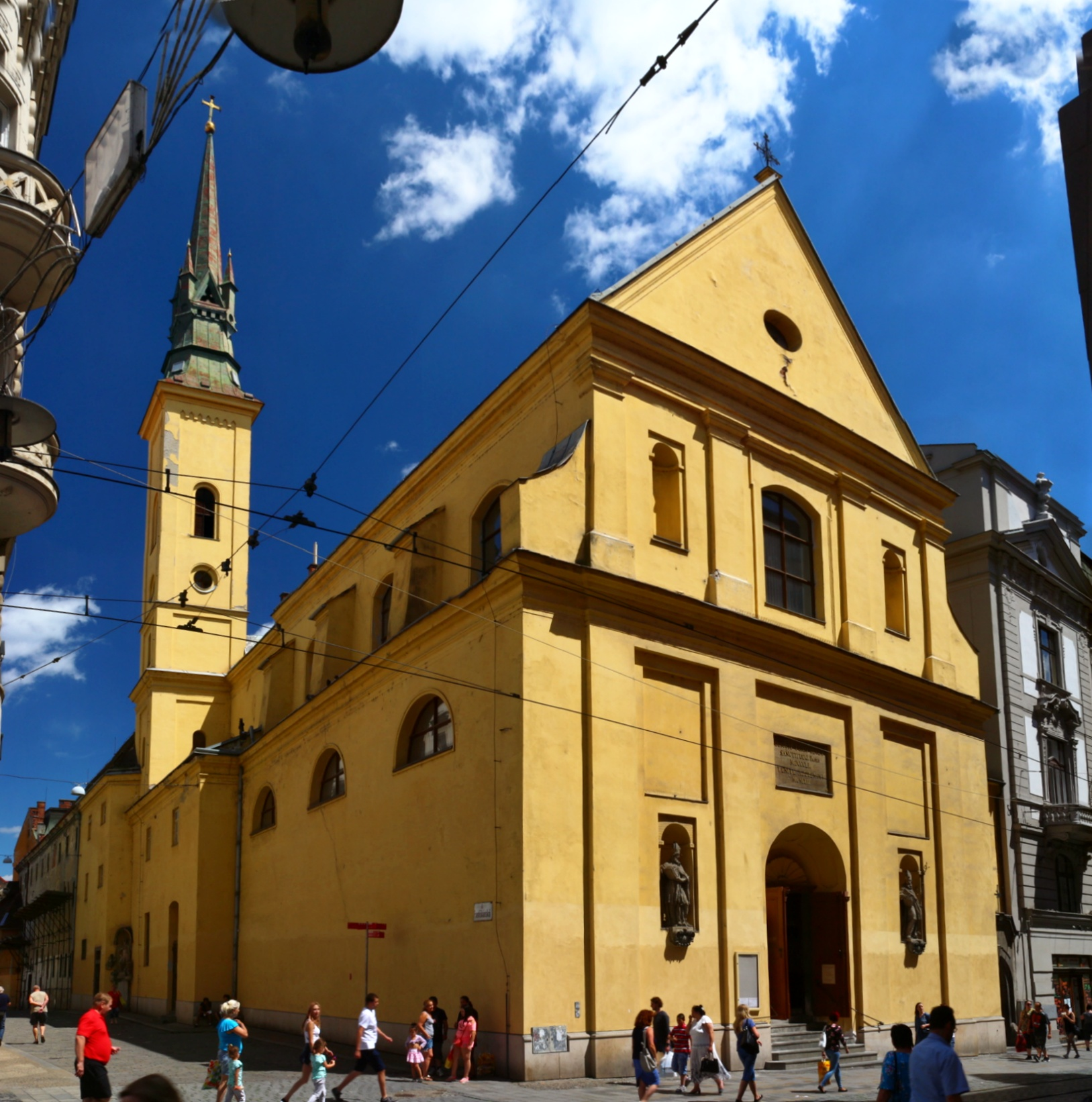
Ehemalige Klosterkirche des Franziskanerklosters Brünn, Brno, Tschechien, gegr. 1451.

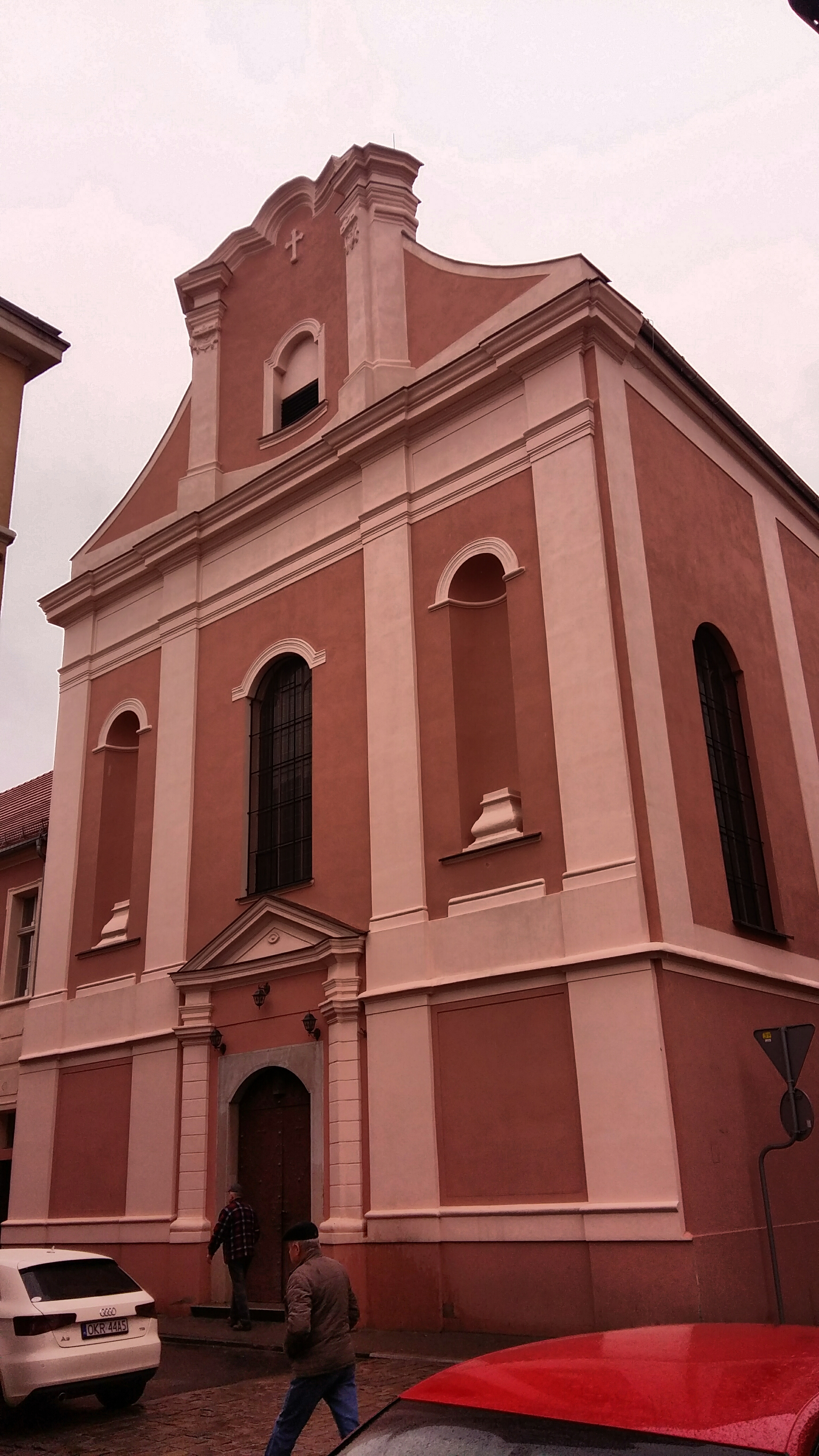
Ehemalige Klosterkirche des Minoritenklosters Cosel, heute Koźle, Polen, 1431 gegr., 1453 zur Observanz, 1520/30 aufgegeben, 1629 von Minoriten wieder besiedelt, Kirche barocker Neubau 1744/1751.

Das Österreichisch-Böhmische Observantenvikariat (vicaria Austriae et Bohemiae), in der Literatur auch nicht ganz korrekt Österreichisch-Böhmische Observantenprovinz oder Österreichisch-Böhmisch-Polnische Observantenprovinz genannt, war eine Kongregation von Klöstern innerhalb des Franziskanerordens, die sich der strengen Observanz unterworfen hatten. Das Vikariat wurde 1452 von Johannes Capistranus mit Erlaubnis von Papst Nikolaus V. gegründet. Der Schwerpunkt der geographischen Verbreitung dieser Klöster lag in der Böhmisch-Polnischen und in der Österreichischen Ordensprovinz des damals noch ungeteilten Franziskanerordens, dehnte sich bald auch in Randgebiete der Sächsischen Franziskanerprovinz (Saxonia) hinein aus und expandierte auch in die litauisch-belarussisch-ukrainischen Gebiete hinein. 1453 ging das kleine Oberschlesische Observantenvikariat im Österreichisch-Böhmischen Observantenvikariat auf.
Vor allem durch Neugründungen wuchs das Vikariat sehr rasch an und wurde 1467/69 dreigeteilt in ein Böhmisches Observantenvikariat, ein Polnisches Observantenvikariat und ein Österreichisches Observantenvikariat. Nach der Teilung des Franziskanerordens 1517 entstanden aus diesen drei Vikariaten die Böhmische, Polnische und Österreichische Franziskanerordensprovinz. Aus der ursprünglichen Böhmisch-Polnischen Ordensprovinz entstanden durch Teilung die Böhmische und die Polnische Minoritenprovinz.

## Geschichte
Der vom hl. Franziskus gegründete Orden der Minderen Brüder (Ordo fratrum minorum) wurde um 1210 von Papst Innozenz III. als Orden bestätigt. Er wird forschungsgeschichtlich zu den Bettelorden gerechnet. Die Tatsache, dass die Franziskaner (zunächst) Besitz (Armutsprinzip), sozialen Aufstieg und auch (zunächst) höhere Kirchenämter ablehnten und sie sich vor allem um Menschen der unteren Schichten und um Außenseiter kümmerten, machte den Orden und seine Ansiedlungen in Städten besonders attraktiv. Auch ihre Kirchenbauten und Klöster sollten nach dem Willen des Gründers ärmlich sein. In einer ersten Gründungswelle bis kurz nach 1300 wurden in Europa und dem Nahen Osten geschätzt über 1500 Niederlassungen gegründet.
Bereits im Verlauf des 13. Jahrhunderts wurde das Armutsprinzip im Franziskanerorden aufgeweicht. Die Klosterkirchen wurden oft prächtig ausgestattet durch Adelsfamilien, die in den Klosterkirchen ihre Grablege hatten. Reichliche Spenden für Jahrtags- und Messstipendien, Vermächtnisse von Personen, die den Konventen Grundstücke, Häuser und jährliche Zinsen vermachten, ließen manche Konvente vergleichsweise reich werden. Daher gab es schon im 13. Jahrhundert mahnende Stimmen, die z. B. die zunehmende Pracht der franziskanischen Ordenskirchen kritisierten.
Im 14. Jahrhundert kam eine Bewegung im Orden auf, die wieder eine strenge Beachtung der Ordensregeln (regularis observantia, „Observanz“) forderte und die daher als Observanzbewegung oder kurz als Observanz bezeichnet wurde. Vor allem im 15. Jahrhundert nahm diese Bewegung Fahrt auf. Prominente Prediger der Observanzbewegung wie Bernhardin von Siena, Johannes von Capestrano und Jakobus von der Mark gewannen immer mehr Anhänger. Unter dem Begriff der Observanz(-Bewegung) sind allerdings verschiedene Strömungen vereinigt. Die meisten der im 13. und Anfang des 14. Jahrhunderts gegründeten Konvente beharrten jedoch auf ihrem bisherigen Ordensleben; sie wurden ganz allgemein die Konventualen genannt. Die aufkommenden Konflikte zwischen Observanten und Konventualen führten letztendlich 1517 zur Teilung des Franziskanerorden in Observanten (oder allgemein Franziskaner genannt) und Konventualen (oder nun Minoriten genannt), von Papst Leo X. am 29. Mai 1517 durch die Bulle Ite et vos verfügt.
Ein erster Schritt zu dieser Trennung von Observanten und Konventualen erfolgte bereits 1414. Das Konzil von Konstanz erlaubte 1414 mit der Konstitution Supplicationibus Ordensbrüdern, die die strenge Observanz (stricta observantia regularis) beachteten, in allen Provinzen des Ordens neue Konvente zu gründen. Die Konstitution erlaubte ihnen zudem, diese Klöster aus der untersten Hierarchieebene der Ordensverwaltung (Kustodien) herauszunehmen und sie auf der Ebene der Ordensprovinzen eigenen Provinzvikaren zu unterstellen.
1430 versuchte Papst Martin V. durch einen Kompromiss, die beiden Richtungen des Ordens wieder zu vereinen. Dieser Kompromiss, die nach Papst Martin V. genannten Martinianischen Konstitutionen, sahen vor, dass die Klöster ihren Besitz formal abgaben, diesen dem Hl. Stuhl unterstellten und ihn von weltlichen Kuratoren verwalten ließen. Die Erlöse dieses Besitzes sollten den Konventen zukommen. Die Einschränkung über die Verfügungsgewalt des Klosterbesitzes ging den Observanten jedoch nicht weit genug. Die Teilung des Ordens konnte dadurch nicht aufgehalten werden.
In der Österreichischen und der Böhmisch-Polnischen Ordensprovinz setzte dieser Prozess der Separation der beiden Ordenszweige kurz vor und nach der Mitte des 15. Jahrhunderts ein, als ein Österreichisch-Böhmisches Observantenvikariat das parallel zur bestehenden Provinzeinteilung bzw. über die Grenzen der bestehenden Ordensprovinzen hinweg gebildet wurde.
Das Österreichisch-Böhmische Observantenvikariat war aber kein völlig neuartiges Organisationsgebilde in der Böhmisch-polnischen und der Österreichischen Ordensprovinz. Bereits in den 1430er Jahren gab es kleinere Vorläuferorganisationen der Observanzbewegung in Oberschlesien und Österreich sowie in Ungarn, die aber (zunächst) jeweils nur eine beschränkte Anzahl von Klöstern aufnehmen durften. Sie waren aus der untersten Ebene der Hierarchie der Provinzen herausgenommen und unterstanden nicht dem eigentlich zuständigen Kustos (oder auch dem Provinzial), sondern erhielten einen besonderen Oberen, Vikar genannt, der zunächst von höherer Stelle ernannt wurde (Generalvikar), später vom Provinzkapitel (richtiger müsste es eigentlich Vikariatskapitel heißen) gewählt wurde (Provinzvikar). Daher auch die Bezeichnung Vikariate für diese Klosterzusammenschlüsse.

### Das Oberschlesische Observantenvikariat
Vermutlich war es der später heiliggesprochene Jakob von der Mark, ein Schüler Bernhardins von Siena und einer der großen Proponenten der Observanzbewegung außerhalb Italiens, der von Papst Eugen IV. am 25. August 1436 mit der Bulle Sacrae religionis die Erlaubnis erhielt, zwei (Observanten-)Klöster in der Böhmisch-Polnischen Provinz und jeweils drei (Observanten-)Klöster in der Österreichischen und in der Ungarischen Ordensprovinz (1444: Vicaria Hungariae Observatium) zu gründen. Die Klöster sollten in erster Linie durch ihre Prediger zum ideologischen Kampf gegen die Hussiten beitragen.
Aus einer weiteren Bulle von Papst Eugen IV. vom 6. September 1443 geht hervor, dass tatsächlich zwei Klöster in der Kustodie Oppeln der Böhmisch-Polnischen Ordensprovinz zur Observanz übergetreten waren. Nach Lucius Teichmann und ihm folgend Petr Hlaváček waren dies die Klöster Beuthen und Cosel, die allerdings nach der Aufgabe der Klöster in der Reformation im 17. Jahrhundert von Minoriten wiederbesiedelt wurden.
Diese oberschlesischen Observanten unterstanden nicht mehr dem Provinzial der Böhmisch-Polnischen Provinz, sondern hatten einen eigenen, vom Breslauer Bischof im Auftrag des Baseler Konzils eingesetzten Generalvikar als Oberen. Das Kloster in Cosel wuchs sehr rasch, und Papst Eugen IV. erlaubte nun in der schon oben genannten Bulle vom 6. September 1443 dem Observantenvikariat in Oberschlesien die Aufnahme von drei weiteren Klöstern, entweder durch Reform eines bestehenden Klosters oder auch durch Neugründung. 1448 kam dann durch die Neugründung des Leobschützer Konvents ein weiteres Kloster an das Observantenvikariat. Um 1450 wurde dieses Oberschlesische Observantenvikariat von Generalvikar Nikolaus von Glatz geleitet. Es wurde 1453 an das Österreichisch-polnische Observantenvikariat angeschlossen (s. u.).

### Die Gründung des Österreichisch-Böhmischen Observantenvikariats
Papst Nikolaus V. gestattete Johannes Capistranus mit der Bulle Inter ecclesiasticos vom 14. Oktober 1449 die Errichtung von 20 neuen Observantenklöstern an beliebigen Orten, die aber in die „cismontane Observantenkongregation“ (also südlich der Alpen) eingegliedert werden sollten. Diese Bulle war sicher die Initialzündung für das nun wenige Jahre später gegründete Österreichisch-Böhmische Observantenvikariat.
1452 erhielt Johannes Capistranus dann von Papst Nikolaus V. die Erlaubnis zur Gründung eines Österreichisch-Böhmischen Observantenvikariats (vicaria Austriae et Bohemiae), also in der „ultramontanen Kongregation“, und das ohne Beschränkung der Zahl der Klöster. Der Brief des Papstes mit der Vollmacht für Capistranus ist ausgestellt in Rom am 4. Mai 1452. Capistranus durfte also so viele Klöster in sein Vikariat aufnehmen, wie er für die Observanzbewegung gewinnen konnte.
Das Österreichisch-Böhmische Observantenvikariat war also keine Ordensprovinz des Franziskanerordens i. e. S., wie in der älteren Literatur oft zu lesen ist. Die Ordensprovinzen des Franziskanerordens waren streng regional begründet. Das Vikariat war hingegen eine Vereinigung von Klöstern, die die strengere Observanz angenommen hatten, über letztendlich drei regionale Provinzen des Franziskanerordens hinweg. Diese Observantenklöster unterstanden daher nicht (mehr) dem Provinzminister (kurz auch Provinzial), sondern einem Provinzvikar. Im Grunde handelte es sich um ein organisatorisches Gebilde, das in etwa einer Kongregation, einem Zusammenschluss selbständiger Klöster, entspricht.

### Schwieriger Beginn
Schon 1451 hatte Johannes Capistranus mit Unterstützung von König Friedrich III. eine erste Niederlassung der Observanten in Österreich gründen können, das Kloster St. Theobald ob der Laimgrube im heutigen Wiener Bezirk Mariahilf (heute nach mehreren Ortswechseln in der Wiener Innenstadt). Es wurde mit der ein Jahr später erfolgten Gründung des Observantenvikariats diesem zugewiesen. Das Wiener Kloster sollte eine Art Musterkloster nach dem Vorbild der italienischen Observanzklöster sein. Dazu berief er italienische und ungarische Ordensbrüder nach Wien zur Ausbildung der deutschsprachigen Novizen. Durch die unterschiedlichen Sprachen und Gewohnheiten der Ordensbrüder entstanden schon im Gründungsjahr Konflikte, die Capistranus zunächst durch die Ausweisung der italienischen Ordensbrüder zu lösen versuchte. Die nationalen Spannungen waren dadurch aber nicht ganz ausgeräumt. Bald darauf mussten auch die ungarischen Ordensbrüder wieder nach Ungarn zurückkehren. Erst danach beruhigte sich die Stimmung in diesem Reformkloster. Ganz offensichtlich hatte Johannes Capistranus die nationalen Gegensätze und die unterschiedlichen Vorstellungen zur Observanz in der Region unterschätzt.

### Interne Organisation des Vikariats
Das Österreichisch-Böhmische Observantenvikariat war intern fast wie eine Ordensprovinz organisiert. Es bestanden aber größere Unterschiede zur Organisation der Observantenvikariate in der cismontanen Kongregation, also südlich der Alpen. Dem Österreichisch-Böhmischen Observantenvikariat stand ein Vikar vor. Im Gegensatz zu den kleinen Vorläufervikariaten der Observanten in Schlesien und Österreich wurde der Vikar nicht von höherer Stelle eingesetzt, sondern auf sog. Provinzkapiteln (Capitula vicarialia, konsequenterweise und korrekt übersetzt hätten die Versammlungen Vikariatskapitel heißen müssen) intern gewählt. Der Leiter des Vikariats war deshalb kein Generalvikar, sondern wurde Provinzvikar genannt. Er war der Obere sämtlicher Konvente des Vikariats. Eine weitere Unterteilung des Vikariats, etwa in Kustodien, war aber nicht vorgesehen. Kurz vor der Teilung wurde allerdings noch ein Kommissariat geschaffen, dem ein Kommissar vorstand, ein Organisationsgebilde, das in etwa einer größeren Kustodie entsprach. Der Obere eines anerkannten bzw. in das Vikariat aufgenommenen Konvents war der Guardian, der (damals) von allen Brüdern des Konvents gewählt wurde. Seit 1239 war das Amt des Guardian ausschließlich Klerikern vorbehalten. Dies blieb auch so in den Konventen des Vikariats. In der Neuzeit erfolgte die Wahl des Guardians in den Nachfolgeorganisationen des Vikariats auf den Provinzkapiteln.
Auf den Kapiteln, die jedes Jahr oder spätestens nach zwei Jahren stattfanden, durften aber nur sogenannte Klosterdiskrete wählen, also nur von den jeweiligen Konventen bestimmte Teilnehmer. Die Guardiane besaßen somit kein Wahlrecht kraft ihres Amtes im Provinzkapitel. Hier bestanden Unterschiede zu des cismontanen Observanten bei denen Laien und Guardiane aktives und passives Wahlrecht hatten. Nach der Teilung des Observantenvikariats wurde die innere Verwaltung sogar noch weiter ausgestaltet, durch die Wahl eines jeweiligen Definitoriums bestehend aus vier Definitoren.
Das erste Kapitel (Jahrestagung) des Österreichisch-Böhmischen Observantenvikariats fand am 8. September 1452 in Wien in dem von Johannes Capistranus ein Jahr zuvor gegründeten Kloster statt. Zum ersten Provinzvikar wurde Gabriel von Verona gewählt. In den ersten zehn Jahren des Bestehens des Observantenvikariats wurde der Provinzvikar stets aus den Reihen italienischer Observanten gewählt. Diese italienischen Provinzvikare sollten darauf achten, dass die neuen Ordensbrüder nach den Gebräuchen der italienischen Observanten geschult wurden.
So entstand im Gebiet der Ordensprovinzen Saxonia (nur das Randgebiet in Schlesien), Bohemia et Polonia und Austria und parallel zu deren Organisationsstrukturen quasi eine neue Ordensprovinz, die von Petr Hlaváček als ein einzigartiges Hybridgebilde in der Ordensgeschichte des Franziskanerordens bezeichnet wird.

### Neue Klostergründungen
Wie die weitere Geschichte des Observantenvikariats allerdings zeigte, war es für Johannes Capistranus einfacher, neue Klöster zu gründen, die die Observanz beachteten, als die alten, bestehenden Franziskanerkonvente zur Observanz zu reformieren. Mit der Observanzbewegung innerhalb des Franziskanerordens setzte daher um/nach 1450 eine Gründungswelle von Franziskanerklöstern der Observanzbewegung ein. Das hatte die kuriose Folge, dass nun auch in einer ganzen Reihe von Städten der Sächsischen, der Böhmisch-polnischen und der Österreichischen Provinz mit bereits bestehenden Franziskanerklöstern zusätzlich neue Klöster der Observanzbewegung gegründet wurden, sodass es in diesen Städten nun je zwei Franziskanerklöster gab, eines der Konventualen, die sich nicht reformieren ließen, und eines der Observanten. Typischerweise lagen die meisten Observantenklöster außerhalb der Mauern der Städte, während die Klöster der Konventualen innerhalb der Stadtmauern lagen. Für das jeweilige Kloster der Konventualen war der Provinzminister der jeweiligen Provinz (bzw. als unmittelbar Vorgesetzter der Kustos einer Kustodie) zuständig, für das Kloster der Observanten der Provinzvikar des Österreichisch-Böhmischen Observantenvikariats.

### Rasches Wachstum und erste interne Probleme
Das Österreichisch-Böhmische Observantenvikariat wuchs vor allem durch die Klosterneugründungen rasch an und umspannte bereits nach anderthalb Jahrzehnten ein riesiges Gebiet vom heutigen Polen, Litauen, Westukraine, Schlesien, Böhmen, Mähren bis nach Österreich und Slowenien.
Schon 1460 wurden auf dem 8. Provinzkapitel des Vikariats in Troppau erste nationale Spannungen sichtbar. Die polnischen Brüder beklagten, dass die Leitung des Vikariats sich nicht ausreichend um sie kümmere. Auch hätte noch kein Kapitel des Vikariats im polnisch-litauischen-ukrainischen Bereich stattgefunden. Außerdem hätten sie keinerlei Einfluss auf die Leitung des Vikariats. Immerhin handelte es sich um mindestens neun Klöster im polnisch-litauischen Gebiet einschließlich des großen Klosters in Krakau. Demgegenüber standen damals etwa neun Klöster im schlesisch-mährisch-böhmischen Bereich und neun Klöster im Gebiet der Österreichischen Franziskanerprovinz (die Gründungsdaten der Observantenklöster sind oft nur ungenau bekannt). Die Klage der polnischen Ordensbrüder wurde von den anderen Ordensbrüdern auch als berechtigt anerkannt. Jedoch änderte sich zunächst nichts an den beklagten Missständen. Erst 1463 wurde den polnischsprachigen Klöstern schließlich ein eigener Kommissar zugebilligt, der für ihre Belange zuständig war. Der erste polnische Kommissar war Angelus von Ostrow, der damals Guardian von Krakau war. Seine Zuständigkeit erstreckte sich bis nach Oberschlesien.
1465 auf dem Provinzkapitel in Wien wurde dem Österreichisch-Böhmischen Observantenvikariat zugestanden, einen Provinzvikar aus ihren Reihen zu wählen, also nicht mehr einen Quasi-Aufseher aus Italien. Zum ersten Provinzvikar aus den eigenen Reihen wurde der deutschsprachige Schlesier Jakob von (Groß-)Glogau gewählt, der zugleich auch letzter Provinzvikar war, bevor das Österreichisch-Böhmische Observantenvikariat aufgeteilt wurde. Jakob von Großglogau war der erste Guardian des Franziskanerobservanten-Klosters in Krakau gewesen. Trotzdem hatte er gegenüber den polnischen Franziskanern Ressentiments und auch kein Verständnis für ihre nationalen Bestrebungen. Er wurde von den polnischsprachigen Ordensbrüdern nur widerstrebend akzeptiert. Das Provinzkapitel beschränkte außerdem den Tätigkeitsbereich des Kommissars für die polnischen Klöster auf die Klöster im Königreich Polen. Er sollte vom Provinzvikar und den Definitoren auf dem Provinzkapitel ernannt werden. Er konnte aber nur mit Zustimmung der polnischen Klöster abgesetzt werden, wobei gleichzeitig ein neuer Kommissar bestimmt werden musste. Der bisherige Kommissar Angelus von Ostrow wurde in seinem Amt bestätigt. Ein weiterer Erfolg für die polnischen Brüder war, dass das nächste Kapitel in Polen stattfinden sollte.
Auf dem nächsten Provinzkapitel in Breslau 1466 opponierten die polnischsprachigen Brüder gegen Jakob von Glogau, da er ihrer Meinung nach die überwiegend deutschsprachigen Klöster in Schlesien zum Nachteil der polnischen Klöster unterstützte. Auch nationale Animositäten taten ein Übriges. Beispielsweise leiteten einige deutschsprachige Franziskaner Almosen, die für polnischsprachige Klöster gespendet wurden, nicht an diese weiter, sondern gaben sie an deutsche Pfarrkirchen in polnischen Städten weiter. Die polnischen Diskreten drohten daher, nicht an der Wahl der Vikariatsleitung teilzunehmen. Die noch anwesenden Italiener Gabriel von Verona und Christoph von Varese konnten sie zum Bleiben überreden mit dem Zugeständnis, dass sie auf dem nächsten Generalkapitel durch einen eigenen Kommissar vertreten sein würden. Jakob von Glogau wurde erneut im Amt bestätigt, zum Kommissar für die polnischen Klöster wurde Evangelist von Lencz gewählt. Allerdings starteten die polnischen Vertreter die Diskussion um eine künftige Teilung des Observantenvikariats.

### Die Teilung des Observantenvikariats
Die Teilung des Observantenvikariats wurde 1467 auf dem Generalkapitel des Ordens in Mantua  diskutiert. Der neue, vom Generalminister des noch ungeteilten Franziskanerordens eingesetzte Generalvikar für die gesamte Observanzbewegung, Baptist von Lavant, der aus dem Gebiet des Österreichisch-Böhmischen Observantenvikariats stammte und die Situation gut kannte, empfahl eine Teilung. Die Brüder der Observantenkongregation signalisierten ihre Zustimmung, und auch Papst Paul II. gestattete mit einer Bulle vom 16. Juni 1467 die Teilung des Vikariats. Generalvikar Baptist von Lavant schickte nun seinen Generalkommissar Peter von Neapel zum nächsten Provinzkapitel des Österreichisch-böhmischen Observantenvikariats, das am 11. Oktober 1467 in Krakau stattfand. Generalkommissar Peter von Neapel startete die Beratungen zur Teilung des Vikariats und gründete nun ein selbständiges polnisches Observantenvikariat und ein selbständiges österreichisches Observantenvikariat. Ausgeklammert wurde zunächst die Frage der Stellung der Klöster in den Ländern der böhmischen Krone (Böhmen, Mähren, Schlesien), da Generalkommissar Peter von Neapel nur eine Vollmacht für die Errichtung von zwei Vikariaten bzw. zur Teilung des Vikariats hatte. Für die Klöster der Länder der böhmischen Krone schuf er daher ein Kommissariat, das später entweder zu einem selbständigen Vikariat erhoben werden sollte, oder an eines der beiden durch Teilung entstandenen Vikariate angeschlossen werden sollte. Die Leitung der Klöster der böhmischen Krone wurde einem Kommissar übertragen.
Bei der Abteilung des Österreichischen Observantenvikariats umfasste dieses die Konvente in
- Wien (gegr. 1451)
- Kloster Paradies (gegr. 1455, von den Türken zerstört 1529) (Ruine, )
- Klosterneuburg (gegr. 1451, vorher regulierte Augustiner-Chorfrauen)
- Maria Enzersdorf (gegr. 1453)
- St. Pölten (gegr. 1455)
- Feldsberg/Valtice (gegr. 1455)
- Langenlois (gegr. 1455)
- Lankowitz (gegr. 1455)
- Judenburg (gegr. 1259, 1455 zur Observanz gewechselt)
- Eggenburg (gegr. 1460)
- Katzelsdorf (gegr. 1462) und
- Graz (gegr. 1463).

Zum ersten Provinzvikar des Österreichischen Observantenvikariats wurde 1467 Bonaventura von Bayern gewählt.
Das neue Polnische Observantenvikariat umfasste zum Zeitpunkt der Abtrennung die Konvente in:
- Bromberg/Bydgoszcz (1425 gegr.)
- Fraustadt/Wschowa (1457 gegr.)
- Kalisch/Kalisz (1465 gegr.)
- Kobylin (1456 gegr.)
- Kolo/Koło (1466 gegr.)
- Kosten/Kościan (1456 gegr.)
- Krakau/Kraków (1453)
- Lemberg/Lwiw (1460 gegr.)
- Lublin (1465 gegr.)
- Posen/Poznań (1455 oder 1457 gegr.)
- Przeworsk (1465 gegr.)
- Tarnów (1459 gegr.)
- Warschau/Warszawa (1454 gegr.)

Zum ersten Provinzvikar des Polnischen Observantenvikariats wurde 1467 Marian von Jeziorko gewählt.

### Der letzte Akt – Die Schaffung des Böhmischen Observantenvikariats
Die böhmischen Ordensbrüder waren mit der Teilung des Vikariats lediglich in zwei neue Vikariate bzw. der Abteilung der Klöster in den böhmischen Kronländern und deren Zusammenfassung lediglich als Kommissariat höchst unzufrieden und fanden sie ungerecht. Außerdem traten nun auch die kirchenpolitischen Spannungen in den verschiedenen Kronländern und der Nationalitätenkonflikt zwischen deutschsprachigen und tschechischsprachigen Brüdern offen zu Tage. Die noch verbliebenen italienischen Ordensbrüder kehrten nach Italien zurück, so z. B. Christoph von Varese, der am 22. Januar 1469 einen Abschiedsbrief an alle böhmischen Klöster schrieb. Er begab sich anschließend auf eine Pilgerreise in das Heilige Land.
Auf dem Kapitel des böhmischen Kommissariats in Breslau am 17. September 1469 wurde nun offiziell die Errichtung eines Böhmischen Observantenvikariats beschlossen. Peter von Golgotz wurde zum ersten Provinzvikar gewählt. Peter Golgotz stammte aus Oberungarn und war erst kurze Zeit vorher als Prediger gegen die Utraquisten nach Mähren gekommen. Nach Petr Hlaváček wurde er aus politischen Erwägungen gewählt, um das Wohlwollen des böhmischen und ungarischen Königs Matthias Corvinus zu gewinnen. Er machte sich jedoch bei vielen Ordensbrüdern unbeliebt, da er die Konstitutionen des Vikariats nicht genau beachtet haben soll. Auch berief er im folgenden Jahr kein Provinzkapitel ein. 1471 musste er durch Generalvikar Markus von Bologna gemahnt werden, ein Provinzkapitel einzuberufen, das dann auch im Kloster Cosel stattfand. Dort erst wurden die neuen Provinzstatuten verabschiedet. Paul von Golgatz wurde abgewählt und durch Paul von Mähren ersetzt.
Das Böhmische Observantenvikariat umfasste zum Zeitpunkt der Errichtung die Klöster:
- Franziskanerkloster Pilsen (gegr. 1459/60)
- Franziskanerkloster Prag (gegr. 1460–1468, 1482/83)
- Franziskanerkloster Tachau (gegr. 1465)
- Franziskanerkloster Brünn (gegr. 1451)
- Franziskanerkloster Olmütz (gegr. 1453)
- Franziskanerkloster Jamnitz (gegr. 1455)
- Franziskanerkloster Breslau (gegr. 1453)
- Franziskanerkloster Troppau (gegr. 1453)
- Franziskanerkloster Beuthen (1258 gegründet, 1453 zum Vikariat übergetreten)
- Franziskanerkloster Kosel (1431 gegründet, 1453 zum Vikariat übergetreten)
- Franziskanerkloster Leobschütz (1448 gegründet, 1453 zum Vikariat übergetreten)
- Franziskanerkloster Glogau (gegr. 1465)

Mit der Einrichtung des Böhmischen Observantenvikariats war das Österreich-Böhmische Observantenvikariat endgültig aufgelöst.

### Die Provinzvikare des Österreichisch-böhmischen Observantenvikariats (bis 1470)
| Amtszeit         | Provinzvikar/Kommissar    | Sonstige Ämter und Anmerkungen                        |
| ---------------- | ------------------------- | ----------------------------------------------------- |
| 1452 bis 1453    | Gabriel von Verona        |                                                       |
| 1453 bis 1454    | Christoph von Varese      |                                                       |
| 1454 bis 1456    | Gabriel von Verona        |                                                       |
| 1457 bis 1459    | Bernhardin von Ingolstadt |                                                       |
| 1459 bis 1460    | Gabriel von Verona        |                                                       |
| 1462 bis 1464    | Bonaventura von Bayern    |                                                       |
| 1464 bis 1465    | Gabriel von Verona        |                                                       |
| 1465 bis 1467    | Jakob von Großglogau      | Provinzvikar letzter Provinzvikar des Gesamtvikariats |
| 1467 bis 1469/70 | Johannes von Meißen       | Kommissar für die böhmischen Observantenklöster       |

### Weitere Geschichte der Vikariate bis zur Teilung des Ordens in der Übersicht
Bei der Teilung des Ordens 1517 in Konventualen, auch Franziskaner-Minoriten oder kurz Minoriten  (Klöster mit Besitz), und in Observanten bzw. Franziskaner-Observanten oder kurz Franziskaner (Klöster ohne Besitz) wurden die drei Vikariate der Observanten zu Ordensprovinzen des Franziskanerordens aufgewertet. Aus dem Böhmischen Observantenvikariat wurde die Böhmische Franziskanerprovinz (auch Bohemia), ab dem 17. Jahrhundert als Böhmische Provinz zum hl. Wenceslaus bezeichnet. Aus dem Österreichischen Observantenvikariat wurde die Österreichische Franziskanerprovinz (Austria), die die Bezeichnung Österreichische Provinz zum hl. Bernardin von Siena annahm, und aus dem Polnischen Observantenvikariat wurde zunächst die Polnische Franziskanerprovinz (Polonia) (im 17. Jahrhundert weitere Teilungen).
Bei den Franziskaner-Minoriten kam es zur Teilung der ursprünglichen Böhmisch-polnischen Provinz (Bohemia et Polonia) in eine polnische Minoritenprovinz (Polonia) und in eine böhmische Minoritenprovinz (Bohemia).